# Modern World
"Modern World" is een single van de Nederlandse zangeres Anouk uit 2008. Het lied is afkomstig van haar album Who's Your Momma. Het is de derde single van het album, na Good God en I Don't Wanna Hurt. Het nummer heeft ook aandacht gekregen in de Verenigde Staten; het werd geplaatst op de website van Perez Hilton, bekend muziekcriticus. In Nederland werd het nummer verkozen tot Alarmschijf op Radio 538 evenals 3FM Megahit.
In Modern World heeft Anouk kritiek op de huidige westerse maatschappij, waar alles te koop is: een mooi lichaam, kinderen enzovoort. Het enige wat niet veranderd kan worden volgens Anouk, is de domheid van mensen (the hole in your head).

## Tracklist
Het nummer verscheen in drie verschillende versies. De eerste kwam uit op 5 mei, de tweede op 12 mei en de derde op 19 mei. Het bijzondere is dat op alle versies andere bonustracks te horen zijn. Hieronder de samenstelling van de singles:
Versie 1 (5 mei 2008)
1. Modern World
2. Modern World (Instrumental)
3. Might As Well (Live @ Giel Beelen)

Versie 2 (12 mei 2008)
1. Modern World
2. Good God (Live @ Evers Staat Op)
3. I Don't Wanna Hurt (Original Demo)

Versie 3 (19 mei 2008)
1. Modern World
2. Modern World (Live @ Gelredome)
3. Modern World (Videoclip)

## Videoclip
In tegenstelling tot voorganger I Don't Wanna Hurt waarvan geen videoclip verscheen, werd er voor Modern World veel aandacht besteed aan de clip, die werd geregisseerd door Melina Matsoukas en opgenomen in Los Angeles in de Verenigde Staten. Terwijl het lied juist over de vooruitgang gaat, keert Anouk met de clip bijna terug in de tijd, met als decor het plattelandsleven van de amish. Een behoorlijke tegenstelling met het onderwerp van het nummer dus.

## Hitnoteringen

### Nederlandse Top 40
| Hitnotering: 10-05-2008 t/m 13-09-2008 | Hitnotering: 10-05-2008 t/m 13-09-2008 | Hitnotering: 10-05-2008 t/m 13-09-2008 | Hitnotering: 10-05-2008 t/m 13-09-2008 | Hitnotering: 10-05-2008 t/m 13-09-2008 | Hitnotering: 10-05-2008 t/m 13-09-2008 | Hitnotering: 10-05-2008 t/m 13-09-2008 | Hitnotering: 10-05-2008 t/m 13-09-2008 | Hitnotering: 10-05-2008 t/m 13-09-2008 | Hitnotering: 10-05-2008 t/m 13-09-2008 | Hitnotering: 10-05-2008 t/m 13-09-2008 | Hitnotering: 10-05-2008 t/m 13-09-2008 | Hitnotering: 10-05-2008 t/m 13-09-2008 | Hitnotering: 10-05-2008 t/m 13-09-2008 | Hitnotering: 10-05-2008 t/m 13-09-2008 | Hitnotering: 10-05-2008 t/m 13-09-2008 | Hitnotering: 10-05-2008 t/m 13-09-2008 | Hitnotering: 10-05-2008 t/m 13-09-2008 | Hitnotering: 10-05-2008 t/m 13-09-2008 | Hitnotering: 10-05-2008 t/m 13-09-2008 | Hitnotering: 10-05-2008 t/m 13-09-2008 |
| Week:                                  | 1                                      | 2                                      | 3                                      | 4                                      | 5                                      | 6                                      | 7                                      | 8                                      | 9                                      | 10                                     | 11                                     | 12                                     | 13                                     | 14                                     | 15                                     | 16                                     | 17                                     | 18                                     | 19                                     |                                        |
| -------------------------------------- | -------------------------------------- | -------------------------------------- | -------------------------------------- | -------------------------------------- | -------------------------------------- | -------------------------------------- | -------------------------------------- | -------------------------------------- | -------------------------------------- | -------------------------------------- | -------------------------------------- | -------------------------------------- | -------------------------------------- | -------------------------------------- | -------------------------------------- | -------------------------------------- | -------------------------------------- | -------------------------------------- | -------------------------------------- | -------------------------------------- |
| Positie:                               | 13                                     | 3                                      | 3                                      | 3                                      | 3                                      | 3                                      | 3                                      | 5                                      | 5                                      | 5                                      | 8                                      | 9                                      | 11                                     | 15                                     | 19                                     | 22                                     | 26                                     | 30                                     | 38                                     | uit                                    |

### NederlandseSingle Top 100
| Hitnotering: 10-05-2008 t/m 04-10-2008 | Hitnotering: 10-05-2008 t/m 04-10-2008 | Hitnotering: 10-05-2008 t/m 04-10-2008 | Hitnotering: 10-05-2008 t/m 04-10-2008 | Hitnotering: 10-05-2008 t/m 04-10-2008 | Hitnotering: 10-05-2008 t/m 04-10-2008 | Hitnotering: 10-05-2008 t/m 04-10-2008 | Hitnotering: 10-05-2008 t/m 04-10-2008 | Hitnotering: 10-05-2008 t/m 04-10-2008 | Hitnotering: 10-05-2008 t/m 04-10-2008 | Hitnotering: 10-05-2008 t/m 04-10-2008 | Hitnotering: 10-05-2008 t/m 04-10-2008 | Hitnotering: 10-05-2008 t/m 04-10-2008 | Hitnotering: 10-05-2008 t/m 04-10-2008 | Hitnotering: 10-05-2008 t/m 04-10-2008 | Hitnotering: 10-05-2008 t/m 04-10-2008 | Hitnotering: 10-05-2008 t/m 04-10-2008 | Hitnotering: 10-05-2008 t/m 04-10-2008 | Hitnotering: 10-05-2008 t/m 04-10-2008 | Hitnotering: 10-05-2008 t/m 04-10-2008 | Hitnotering: 10-05-2008 t/m 04-10-2008 | Hitnotering: 10-05-2008 t/m 04-10-2008 | Hitnotering: 10-05-2008 t/m 04-10-2008 | Hitnotering: 10-05-2008 t/m 04-10-2008 |
| Week:                                  | 1                                      | 2                                      | 3                                      | 4                                      | 5                                      | 6                                      | 7                                      | 8                                      | 9                                      | 10                                     | 11                                     | 12                                     | 13                                     | 14                                     | 15                                     | 16                                     | 17                                     | 18                                     | 19                                     | 20                                     | 21                                     | 22                                     |                                        |
| -------------------------------------- | -------------------------------------- | -------------------------------------- | -------------------------------------- | -------------------------------------- | -------------------------------------- | -------------------------------------- | -------------------------------------- | -------------------------------------- | -------------------------------------- | -------------------------------------- | -------------------------------------- | -------------------------------------- | -------------------------------------- | -------------------------------------- | -------------------------------------- | -------------------------------------- | -------------------------------------- | -------------------------------------- | -------------------------------------- | -------------------------------------- | -------------------------------------- | -------------------------------------- | -------------------------------------- |
| Positie:                               | 10                                     | 6                                      | 4                                      | 8                                      | 11                                     | 7                                      | 16                                     | 23                                     | 19                                     | 20                                     | 25                                     | 26                                     | 31                                     | 30                                     | 39                                     | 46                                     | 45                                     | 56                                     | 64                                     | 75                                     | 72                                     | 82                                     | uit                                    |

### VlaamseUltratop 50
| Hitnotering: 21-06-2008 t/m 02-08-2008 | Hitnotering: 21-06-2008 t/m 02-08-2008 | Hitnotering: 21-06-2008 t/m 02-08-2008 | Hitnotering: 21-06-2008 t/m 02-08-2008 | Hitnotering: 21-06-2008 t/m 02-08-2008 | Hitnotering: 21-06-2008 t/m 02-08-2008 | Hitnotering: 21-06-2008 t/m 02-08-2008 | Hitnotering: 21-06-2008 t/m 02-08-2008 | Hitnotering: 21-06-2008 t/m 02-08-2008 |
| Week:                                  | 1                                      | 2                                      | 3                                      | 4                                      | 5                                      | 6                                      | 7                                      |                                        |
| -------------------------------------- | -------------------------------------- | -------------------------------------- | -------------------------------------- | -------------------------------------- | -------------------------------------- | -------------------------------------- | -------------------------------------- | -------------------------------------- |
| Positie:                               | 35                                     | 43                                     | 37                                     | 33                                     | 40                                     | 39                                     | 50                                     | uit                                    |

### VlaamseRadio 2 Top 30
| Hitnotering: 05-07-2008 t/m 13-09-2008 | Hitnotering: 05-07-2008 t/m 13-09-2008 | Hitnotering: 05-07-2008 t/m 13-09-2008 | Hitnotering: 05-07-2008 t/m 13-09-2008 | Hitnotering: 05-07-2008 t/m 13-09-2008 | Hitnotering: 05-07-2008 t/m 13-09-2008 | Hitnotering: 05-07-2008 t/m 13-09-2008 | Hitnotering: 05-07-2008 t/m 13-09-2008 | Hitnotering: 05-07-2008 t/m 13-09-2008 | Hitnotering: 05-07-2008 t/m 13-09-2008 | Hitnotering: 05-07-2008 t/m 13-09-2008 | Hitnotering: 05-07-2008 t/m 13-09-2008 | Hitnotering: 05-07-2008 t/m 13-09-2008 |
| Week:                                  | 1                                      | 2                                      | 3                                      | 4                                      | 5                                      | 6                                      | 7                                      | 8                                      | 9                                      | 10                                     | 11                                     |                                        |
| -------------------------------------- | -------------------------------------- | -------------------------------------- | -------------------------------------- | -------------------------------------- | -------------------------------------- | -------------------------------------- | -------------------------------------- | -------------------------------------- | -------------------------------------- | -------------------------------------- | -------------------------------------- | -------------------------------------- |
| Positie:                               | 27                                     | 23                                     | 24                                     | 19                                     | 21                                     | 24                                     | 26                                     | 24                                     | 27                                     | 28                                     | 30                                     | uit                                    |

### NPO Radio 2 Top 2000
| Nummer met noteringen in de NPO Radio 2 Top 2000 | '09 | '10  | '11  | '12  | '13  | '14  | '15  | '16  | '17-'18 | '19  | '20  |
| ------------------------------------------------ | --- | ---- | ---- | ---- | ---- | ---- | ---- | ---- | ------- | ---- | ---- |
| Modern World                                     | 769 | 1230 | 1403 | 1282 | 1457 | 1290 | 1888 | 1997 | -       | 1688 | 1979 |

1. ↑  Een '-' betekent dat het nummer niet was genoteerd en een vetgedrukt getal geeft de hoogste notering aan.
2. ↑  2009 was het eerste jaar met een notering voor dit nummer.
3. ↑  Deze tabel is bijgewerkt tot en met de laatste editie (2024).